# Lubuk Tampang
Lubuk Tampang is een bestuurslaag in het regentschap Lahat van de provincie Zuid-Sumatra, Indonesië. Lubuk Tampang telt 552 inwoners (volkstelling 2010).